# Општина Владешти (Галац)
Владешти (рум. Vlădeşti) општина је у Румунији у округу Галац.
Oпштина се налази на надморској висини од 13 m.